# Anonima Sound Ltd.
Formada em Urbino em 1964, o grupo Anonima Sound era um trio beat-pop que realizou 4 singles até 1970, quando o seu líder, Ivan Graziani, de Teramo, os abandonou para uma carreira solística de sucesso durada até a sua morte em 1997. O 45 rotações de estréia foi Fuori teve um grande sucesso.
Os outros reformaram o grupo em 1971, mudando o nome em Anonima Sound Ltd. e com o novo guitarrista Massimo Meloni, e realizaram um bom single cantado em italiano em 1971 chamado Io prendo amore.
Um ano mais tarde, uma radical mudança na formação o transformou numa banda de sete elementos com dois americanos, o cantor e flautista Richard Ingersoll e a percussionista Claudine Reiner, e o guitarrista inglês Peter Dobson, e um estilo musical fortemente influenciado pela cena rock e progressiva inglesa do tempo.
O seu único álbum, saído pela eticheta Arcobaleno, tem fortes influências de grupos como Jethro Tull, com um bom uso da flauta e inteiramente cantado em inglês, além de ser escarsamente representativo na música italiana daqueles anos.

## Integrantes
- 1967-1970 (come Anonima Sound)
- Ivan Graziani (guitarra, voz)
- Walter Monatti (baixo)
- Velio Galazzi (bateria)
- 1971 (come Anonima Sound Ltd.)
- Massimo Meloni (guitarra, voz)
- Walter Monatti (baixo)
- Velio Galazzi (bateria)
- 1972
- Richard Ingersoll (voz, flauta)
- Massimo Meloni (guitarra, você)
- Lamberto Clementi (guitarra)
- Peter Dobson (guitarra)
- Piero Cecchini (baixo, voz)
- Velio Galazzi (bateria)
- Claudine Reiner (percussões, voz)

## Álbum
- 1972 Red Tape Machine Arcobaleno (ARC 000111)